# Thomas Olesen Løkkens 75 års fødselsdag
|  | Denne artikel er oprettet af botten Steenthbot ud fra en ekstern database. Den kan derfor have sproglige fejl eller mangler. Denne skabelon kan fjernes efter kontrol af indholdet. |

Thomas Olesen Løkkens 75 års fødselsdag er en dansk dokumentarisk optagelse fra 1952.

## Handling
Thomas Olesen Løkkens 75 års fødselsdag den 25. juni 1952. Dagen fejres fra morgenstunden med morgenvækning og fødselsdagssang på sengekanten i hans sommerpensionat Kancelligaarden i Blokhus og flaghejsning i haven. Masser af gratulanter fra ind- og udland lægger vejen forbi. 250 fødselsdagsgæster er inviteret til frokostbuffet. Til aftenfesten på strandpavillon Bellevue på Blokhus strand er der inviteret 270 gæster, strømmen af taler og sange fortsætter. Fødselarens egen gave til gæsterne er antologien "Buket", som deles ud til alle. Dagen sluttes med fakkeltog og bål på stranden.
Thomas Olesen Løkken (1877-1955) var forfatter og skrev romaner om mennesker og naturen i Vendsyssel.

## Medvirkende
- Thomas Olesen Løkken
- Cai M. Woel, Forfatter
- Lars Larsen-Ledet, Forfatter
- Hans Povlsen, Forfatter